# 文化大革命时期考古发现列表

汉代长信宫灯

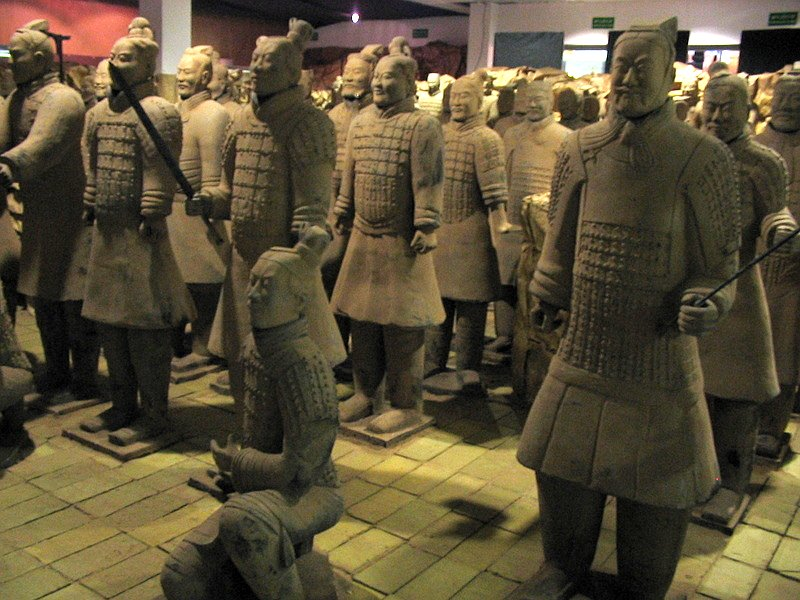
1974年发现的秦陵兵马俑

以下為1966至1976年間，无产阶级文化大革命时期，中华人民共和国境内的部分考古发现之列表。
- 1968年中山靖王刘胜妻窦绾墓，位于河北省满城县（今河北省保定市满城县西南约1.5公里的山崖上）
  - 长信宫灯：汉代青铜器。1968年，国家考古专家卢兆荫负责河北满城汉墓的发掘工作，对长信宫灯、金缕玉衣和朱雀衔环杯等国宝级文物的发掘和修复工作做出了很大贡献。[1]
  - 金缕玉衣：金缕玉衣是汉代规格最高的丧葬殓服，大致出现在西汉文景时期。1968年满城汉墓出土的两套金缕玉衣，保存完整，形状如人体，各由两千多玉片用金丝编缀而成，每块玉片的大小和形状都经过严密设计和精细加工。[2]
- 1969年雷台汉墓，位于甘肃省武威市。
  - 马踏飞燕：东汉青铜器。东汉时期镇守张掖的军事长官张某及其妻合葬墓中出土，现藏甘肃省博物馆。[3]
- 1969年含嘉仓遗址，位于河南洛阳。1969年底洛阳博物馆在隋唐东都城东北发现并试掘。[4]正式发掘于1971年。

- 1970-1971年鲁荒王墓（明鲁王墓的一部分），位于山东邹县与曲阜交界处的九龙山。鲁荒王即朱元璋第十子朱檀。1969年冬，群众发现墓道，1970至1971年，在解放军协助下山东省博物馆组织发掘清理。[4]
- 1971年野店遗址，位于山东邹县（今山东省邹城市）。遗址发现于1965年，经山东省博物馆多次调查后于1971年4月在遗址东部偏北开方试掘，发现众多墓葬。[4]
- 1972年银雀山汉墓，位于山东临沂银雀山。
  - 孙膑兵法竹简系1972年发掘出土于山东临沂银雀山两座汉墓中。简文书体为早期隶书，写于公元前140～前118年（西汉文景时期至武帝初期）。银雀山汉墓竹简共计有完整简、残简4942简，此外还有数千残片。其中《孙膑兵法》和《孙子兵法》的同时出土，解决了关于孙膑、孙武是否为同一人的历史悬疑；二号墓出土的《汉武帝元光元年历谱》，是迄今为止中国境内发现最早、最完整的古代历谱，对研究中国古代历法具有重大价值。[5]
- 1972～1974年马王堆汉墓，位于湖南省的长沙市。
  - 马王堆汉墓是西汉初期长沙国丞相利苍及其家属的墓葬。1972～1974年，考古工作者在这里先后发掘了3座西汉时期墓葬。湖南省博物馆与中国科学院考古研究所1972年发掘了1号墓；1973至1974年初，发掘了2号、3号墓。1973年出版了《长沙马王堆一号汉墓》。[6]
- 1972年李家山古墓群，位于云南省江川县。
  - 牛虎铜案：牛虎铜案是1972年在云南省江川县李家山古墓群遗址第24号墓坑中发掘出来的战国时期青铜器。此铜案为战国时期古滇国的青铜材料铸成的案祭礼器。[7]
- 1972～1976年居延遗址，位于内蒙古额济纳旗和甘肃省金塔县。
  - 居延汉简：居延遗址分布在今内蒙古额济纳旗和甘肃省金塔县的境内。1930年此处遗址掘获汉代简牍约1.02万枚，现藏台湾中央研究院。1972～1976年掘获汉代简牍约2万枚，现藏甘肃省文物考古研究所。这些简牍大部分是汉代居延边塞的屯戍档案，是研究汉代边塞屯戍制度、社会经济、文书簿籍、语言、书法等的重要史料。[8]
- 1974年3月，秦始皇陵，位于西安市临潼区西杨村。
  - 秦始皇陵兵马俑：1974年3月，村民杨志发在抗旱打井时，在陵墓以东三里的下和村和五垃村之间，发现规模宏大的秦始皇陵兵马俑坑，经考古工作者的发掘，才揭开了埋葬于地下的2000多年前的秦俑宝藏。1975年国家决定在俑坑原址上建立博物馆。[9]
- 1976年妇好墓，是殷墟唯一保存完整的商代王室墓葬。
  - 该墓五米多长，约四米宽，七米多深，墓上建有被甲骨卜辞称为“母辛宗”的享堂。据说享堂原是商王武丁为祭祀妻子妇好而修建的宗庙建筑，尊其庙号为“辛”。妇好墓虽然墓室不大，但保存完好，随葬品极为丰富，共出土青铜器、玉器、宝石器、象牙器等不同质地的文物1928件。[10]